# Nicole Narain
Nicole Narain (Aurora, 28 luglio 1974) è una modella e attrice statunitense.

## Biografia
Di origini afro-guyanesi da parte di madre e indo-cinesi e guyanesi da parte del padre, Nicole inizia la sua carriera lavorando come modella. Scelta come Playmate del Mese nel gennaio 2002 per la celebre rivista di Hugh Hefner, appare anche in numerosi video di Playboy. Qualche anno dopo partecipa ad alcuni video musicali come Got Me a Model di R.L, Luv You Better di LL Cool J, I Don't Wanna Know di Mario Winans e "Baby" di Fabolous.  È inoltre apparsa nello show della NBC Fear Factor e nella serie TV Entourage, nel ruolo di una cameriera.
Nel 2005, in seguito alla richiesta dell'attore Colin Farrell, è stata emessa una ordinanza restrittiva che impediva la vendita e la distribuzione di un sex tape che vedeva coinvolti Nicole e l'attore irlandese. Nonostante ciò, il video ha avuto ampia diffusione in rete. Nel novembre 2009 la donna è apparsa al Joy Behar Show per discutere la sua dipendenza dal sesso; la modella è stata inoltre scelta come concorrente per il reality show Sex Rehab.

## Collegamenti
- (EN) Nicole Narain, su IMDb, IMDb.com.

| Controllo di autorità | VIAF (EN) 51966963 · ISNI (EN) 0000 0000 0214 202X · BNF (FR) cb15010141x (data) |